# Чупрене
Чупре́не (болг. Чупрене) — село у Видинській області Болгарії. Адміністративний центр громади Чупрене.

## Населення
За даними перепису населення 2011 року у селі проживали 547 осіб.
Національний склад населення села:
| Національність   | Кількість осіб | Відсоток |
| ---------------- | -------------- | -------- |
| болгари          | 420            | 83,0%    |
| цигани           | 85             | 16,8%    |
| Всього відповіли | 506            |          |

Розподіл населення за віком у 2011 році:
Динаміка населення: